# Glarner alpkäse
Le glarner alpkäse ou fromage d'alpage glaronnais est un fromage suisse produit dans le canton de Glaris. Il s'agit d'un fromage à pâte pressée au lait de vache cru. Il est protégé par une  appellation d'origine protégée en Suisse.